# Alexander Schin
Alexander Andrejewitsch Schin (russisch Александр Андреевич Шин; * 21. November 1985 in Ust-Kamenogorsk, Kasachische SSR, Sowjetunion) ist ein kasachischer Eishockeyspieler, der seit November 2016 erneut bei Torpedo Ust-Kamenogorsk aus der Wysschaja Hockey-Liga unter Vertrag steht.

## Karriere
Alexander Schin begann seine Karriere als Eishockeyspieler bei Kaszink-Torpedo Ust-Kamenogorsk, für den er von 2003 bis 2009 sowohl in der Kasachischen Eishockeymeisterschaft als auch im russischen Ligensystem in der Wysschaja Liga und Perwaja Liga aktiv war. Mit Ust-Kamenogorsk wurde der Angreifer 2004, 2005 und 2007 innerhalb von vier Jahren dreimal Kasachischer Meister. In der Saison 2006/07 nahm der Linksschütze parallel für den HK Sary-Arka Karaganda in der kasachischen Meisterschaft sowie der Perwaja Liga teil. 
Für die Saison 2009/10 erhielt Schin einen Vertrag bei Barys Astana aus der Kontinentalen Hockey-Liga. Nach zwei Spieljahren, in denen er parallel für Barys Astana in der KHL und dessen zweite Mannschaft in der kasachischen Meisterschaft spielte, kehrte er zur Saison 2011/12 zu seinem Heimatverein Torpedo Ust-Kamenogorsk zurück, der in der Zwischenzeit in die Wysschaja Hockey-Liga gewechselt war. Nachdem er 2016 einen erneuten Anlauf bei Barys Astana unternahm, ging er diesmal bereits im November des Jahres wieder zu seinem Stammverein zurück.

### International
Für Kasachstan nahm Schin an der U18-Junioren-Weltmeisterschaft 2003 in der Top-Division und der U20-Junioren-Weltmeisterschaft 2005 in der Division I teil. Außerdem spielte er mit der kasachischen Studentenauswahl bei der Winter-Universiade 2013 im italienischen Trentino und erreichte mit dem Team hinter Russland den zweiten Platz.
Im Seniorenbereich stand er im Aufgebot Kasachstans bei der Weltmeisterschaft 2009 in der Division I sowie den Weltmeisterschaften der Top-Division 2010 und 2016. Zudem vertrat er seine Farben bei den Qualifikationsturnieren zu den Olympischen Winterspielen 2010 in Vancouver und 2018 in Pyeongchang.

## Erfolge und Auszeichnungen
- 2004 Kasachischer Meister mit Kaszink-Torpedo Ust-Kamenogorsk
- 2005 Kasachischer Meister mit Kaszink-Torpedo Ust-Kamenogorsk
- 2007 Kasachischer Meister mit Kaszink-Torpedo Ust-Kamenogorsk
- 2009 Aufstieg in die Top Division bei der Weltmeisterschaft der Division I
- 2013 Silbermedaille bei der Winter-Universiade 2013